# Drešinja vas
Drešinja vas je naselje u slovenskoj Općini Žalecu. Drešinja vas se nalazi u pokrajini Štajerskoj i statističkoj regiji Savinjskoj. 

## Stanovništvo
Prema popisu stanovništva iz 2002. godine naselje je imalo 263 stanovnika.